# Telamonia dissimilis
Telamonia dissimilis es una especie de araña saltarina del género Telamonia, familia Salticidae. Fue descrita científicamente por Próchniewicz en 1990.
Habita en Bután.